# Гуденко, Михаил Александрович
Михаил Александрович Гуденко (1914-1940) — лейтенант Рабоче-крестьянской Красной Армии, участник польского похода РККА и советско-финской войны, Герой Советского Союза (1940).

## Биография
Михаил Гуденко родился 19 сентября 1914 года в селе Поповка, в крестьянской семье.
В 1930 году окончил семь классов школы, в 1933 году — Тиницкую агрошколу в Черниговской области. Работал агрономом в Конотопской машинно-тракторной станции.
В 1935 году Гуденко был призван на службу в Рабоче-крестьянскую Красную Армию. В 1937 году он окончил Харьковское артиллерийское училище. Участвовал в польском походе РККА. Принимал участие в советско-финской войне, в звании лейтенанта командовал взводом противотанковых орудий 49-го стрелкового полка 50-й стрелковой дивизии 13-й армии Северо-Западного фронта.
В феврале 1940 года 13-я армия перешла в наступление на Кексгольмском направлении. На отдельных участках советским войскам удалось прорвать финскую оборону, но противник систематически применял контратаки небольшими группами с тыла наступающих войск. В ночь с 17 на 18 февраля 1940 года Гуденко находился вместе со своим подразделением в боевом охранении, поддерживая стрелковые подразделения. Когда под натиском превосходящих сил финских войск отступили стрелковые подразделения, артиллеристы взвода Гуденко были вынуждены принять бой. В бою Гуденко получил тяжёлое ранение, но поля боя не покинул, продолжая сражаться. Когда у взвода кончились снаряды, он вступил в рукопашную схватку. В том бою Гуденко погиб. Похоронен около населённого пункта Красноозёрное Приозерского района Ленинградской области.

## Награды
- Указом Президиума Верховного Совета СССР от 7 апреля 1940 года за «мужество и отвагу, проявленные в боях с финнами» лейтенант Михаил Гуденко посмертно был удостоен высокого звания Героя Советского Союза.
- Также посмертно был награждён орденом Ленина[2].